# Långasand och Ugglarp
Långasand och Ugglarp är en av SCB definierad och namnsatt tätort i Eftra distrikt (Eftra socken) i Falkenbergs kommun. Tätorten består av bebyggelse i orterna Långasand och Ugglarp. 

## Befolkningsutveckling
| Befolkningsutvecklingen i Långasand och Ugglarp 2015–2020            | Befolkningsutvecklingen i Långasand och Ugglarp 2015–2020 | Befolkningsutvecklingen i Långasand och Ugglarp 2015–2020 | Befolkningsutvecklingen i Långasand och Ugglarp 2015–2020 | Befolkningsutvecklingen i Långasand och Ugglarp 2015–2020 |
| -------------------------------------------------------------------- | --------------------------------------------------------- | --------------------------------------------------------- | --------------------------------------------------------- | --------------------------------------------------------- |
|                                                                      |                                                           |                                                           |                                                           |                                                           |
| År                                                                   |                                                           |                                                           | Folkmängd                                                 | Areal (ha)                                                |
| 2015                                                                 | 2015                                                      |                                                           | 367                                                       | 263                                                       |
| 2020                                                                 | 2020                                                      |                                                           | 417                                                       | 272                                                       |
| Anm.: Ny tätort 2015. Var tidigare småorterna Långasand och Ugglarp. |                                                           |                                                           |                                                           |                                                           |